# H&K VP70
H&K VP70（ドイツ語: Heckler und Koch Vollautomatische Pistole 70）は、ドイツのヘッケラー&コッホ (H&K) 社が開発・発売していた、世界初のポリマー製フレームをもった自動拳銃である。

## 概要
VP70のコンセプトそのものは、第二次世界大戦の頃に計画されていた国民拳銃 (Volkspistole) まで遡る。敗色濃厚であったドイツは、少ない資源と労力で生産可能な火器を研究していた。国民拳銃はその中の1つであり、試作品が完成していたが、生産される前にドイツは降伏した。
戦後、1960年後半にH&K社は「兵器購入予算をあまり取れない諸国向けの銃器」として、国民拳銃のコンセプトを受け継いだ拳銃の開発を開始した。
この新型拳銃は
- 単純で確実な作動機構を持つ
- 合成樹脂（ポリマー）を多用することにより、生産にあたって高度で複雑な金属加工を必要としない
- 高価で加工の面倒なステンレス鋼を使用しなくとも錆に強いためメンテナンスが容易
- 上記の点から、同規格の弾薬を用いる拳銃に比べて堅牢で、安価である

という、当時としては革新的な拳銃として設計された。
1968年に最初のデザインが完成し、国民拳銃のコンセプトに加え、オプションの銃床を装着することにより短機関銃として用いることができる、という多用途拳銃として完成し、「国民拳銃（Volkspistole）」の頭文字にあやかると共に、設計が完了し生産が開始された1970年からVP70と命名され、各方面への売り込みが図られた。
初期生産モデルの評価を元に、グリップ形状などを改良した軍用専用モデルであるVP70M、民間向けにセミオートオンリーとしたVP70Zも販売され、VP70Mはアメリカ軍制式拳銃であるM1911の後継機種選定トライアルにも出展されている。
しかし、VP70は実用面では問題が多く、アメリカ軍次期制式拳銃選定トライアルでは実射テストにおいて惨憺たる成績に終わって不採用となった。価格も従来の拳銃に比べて特段には安価なものとはならず、公式装備としてまとまった数を購入したのはモロッコなどの極めて少数の国・機関に留まった。結果、軍用、民間用どちらも期待されたほどの売上が叶わず、各型合わせて約25,000丁が生産されたものの、H&K社は1989年8月に生産を打ち切り、VP70は商業的には失敗作となった。
なお、VP70は発表当時としては斬新なデザインと特異な機構から銃器愛好家の間では人気が高く、特に生産数の少ない9x21mm弾型はコレクターの間で高価で取引されている。

## 特徴
国民拳銃のコンセプトを受け継いだVP70は、コストダウンのために先進的なアイデアを数多く盛り込んでいる。
部品点数を極力減らした設計
- VP70は、コストダウンのために思い切った部品点数の削減が行われていた。本来ならショートリコイル方式などを採用すべき強力な9x19mmパラベラム弾を使用する拳銃ながら、スライド（遊底）を大型で重いものとしてスライドの後退速度を調整し、銃身内のライフル溝の谷径を通常より深く彫り、発射時のガスが弾丸の周囲を通り抜けて若干低圧となるよう調整することにより、構造の単純なストレートブローバック方式を利用することに成功した。
- 撃発機構には、撃針をトリガーで引き切る変則的なストライカー方式を採用した。その引き味はDAO（ダブルアクションオンリー）ピストルやDAリボルバーに近く、精密射撃には適さないが、単純な構造から故障を減らしている。この変則ストライカー方式は、後述のように設計当初から本銃をマシンピストルと兼用できる製品とする目的で採用されたという側面が強い。
- VP70の変則ストライカー方式を発展させた撃発機構がグロック17に採用されている。

マシンピストル可変ユニット
- VP70・VP70Mには専用の着脱式銃床が用意されていた。この銃床は、前端部上部にあるスライドの後退をカウントする機構により三点射が可能で、銃床を装着して銃床左上端部にあるセレクターを操作することにより、マシンピストル（短機関銃）として使用できる。VP70本体にはセレクターが存在しないため、単体では三点射を選択できない。民間モデルのVP70Zは銃床取り付け部を持たず、三点射撃機能と連動する部品も削除されている。
- また、この銃床内部にはホルスターとしてVP70を収納することができる。銃床は専用のハーネスプレート（着脱式ベルトループ）を装着してベルトに装着することができる。

史上初のポリマー（強化プラスチック）製フレーム
- VP70には低コスト化の一環として、拳銃では史上初となるポリマーフレームが採用された（ただし、同社のH&K P9Sには合成樹脂製の部品が使われており、ポリマーフレームとしては史上初だが、部品としての使用としてみた場合、その限りではない）。
- これにより「必ずしも銃器は全金属製でなくともよい」ことが証明されたが、VP70自体が商業的に失敗作であったため、銃の素材としてのポリマーの導入は後にオーストリアのステアー社が製造したAUG自動小銃や、グロック社のグロック17が成功するまで忘れ去られていた。
- ポリマー製フレームは比強度で軽合金に勝るが、硬度において金属におよばないため、金属製のインナーフレームが射出成型時に鋳込まれ、金属部品と接触・摩擦する部分の硬度を補っている。

高容量の弾倉による多数の装弾数
- 複列式（ダブルカラム式）の弾倉を用いたことによる18発（+薬室内1発）の装弾数は、拳銃としては付属の標準弾倉では破格の装弾数だった。これは、マシンピストルとしての使用を念頭に置いていたためである。

## 欠点
VP70には、独特の構造故にいくつかの問題があった。
- 変則ストライカー方式のために、トリガーストローク（引き金を引く距離）が長く、トリガープル（引き金を引いた時の感触）が重い。従って引き金を引いた時に手のブレが大きく出るため、精密射撃には向かない。
- ショートリコイルを採用しないかわりに深い施条で発射ガスを逃して腔圧を弱めているため、.380ACP弾程度まで威力が落ちてしまっている。また、この機構は発砲時に銃口から燃焼ガスが激しく噴射するという問題があった。
- ストレートブローバック方式であるため、射手が体感する反動はショートリコイル式の拳銃よりも鋭いものとなっている。また、スライドが大型で重いため、体感反動が大きかった。

これらの問題により、本銃は「他の9x19mmパラベラム弾を使う拳銃に比べて威力が劣るにもかかわらず、反動が大きく命中精度が低い」という結果となった。
ストックがあるとはいえ、ストレートブローバック方式である事と、2,200発/分相当という高速の連射レートも相まって、3点バーストは一括した非常に大きな反動として体感された。そのため、3点バースト時の反動制御は困難であった。
擬似凹型の照星と照門を組み合わせた独特の照準器は「形状が従来の拳銃と異なるために照準を定めづらい」と不評であったが、これについては「狙いがつけやすく、優れている」という評価もあった。
弾薬の適合性に厳しく、正規ライセンス品ではないコピー生産品の銃弾やハンドロードされた再生弾ではしばしば作動不良を起こした。このため、必ずしも高価な正規品を使用できるとは限らない第3世界や民間での使用において問題が多発する結果となった。また、弾薬の状態にも厳しく、表面が汚れたものや古く保管状態が悪い弾薬では高い頻度で作動不良が発生した。アメリカ軍次期制式拳銃選定トライアルでは「軍用拳銃においてもっとも重要な点」とされた「ある程度汚れた弾丸を使用して発射する」「保管状態の異なる弾薬を混用して発射する」テストにおいて装弾不良発生率20%（平均して5発に1発）という惨憺たる成績に終わっている。
銃の素材としてのポリマーの使用は、生産過程において高度で複雑な金属加工を必要としない代わり、全く新たな製造ラインを構築する必要があったために、製造現場において新たな設備投資が必要で、生産コストは設計当初の予想よりも大幅に超過したものとなった。また、これはH&K社以外での生産に多額の投資を必要とするため、製造ライセンスの輸出に高いハードルを設けることになり、幅広いセールスに支障をきたすことになった。

## 各型

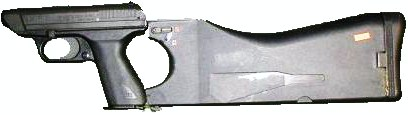
VP70M 銃床を装着した状態

VP70
最初の量産型。グリップの前縁と左側面にフィンガーレスト（指掛け）があり、右手で握った際に最適化されている。このため、左利きの割合の多い北米市場では不評であった。
VP70M
軍隊および警察・法執行機関を主顧客としたモデル。グリップがフィンガーレストのないフラット形状に変更されている。
VP70Z
VP70Mより3点射機能を削除した民間向けモデル。グリップはVP70Mと同じフラット型となっている。
VP70 9x21
VP70Z 9x21とも。軍用弾である9x19mmパラベラム弾とその使用拳銃が制限されている国・地域向けに9x21mm IMI弾仕様としたもの。約400丁と少数のみが生産された。

## 登場作品

### 映画
『エイリアン2』
植民地海兵隊の制式拳銃として登場。
『ガンヘッド』
ヒロイン・ニムが使用。ダットサイトが装着されている。
『ザ・グリード』
T.レイが使用。
『バイオハザード:ディジェネレーション』
回想シーンにて、レオン・S・ケネディが使用。
『ポリス・ストーリー3』
麻薬王、チャイバが主人公のチェン・カクー刑事に対して突き付ける。

### アニメ・漫画
『GUNSLINGER GIRL』
クラエスが使用。
『砂の薔薇』
第2巻「file4　ライナー501（前編）」に登場。
『とある魔術の禁書目録II』
アニメ版第23、24話にて、一方通行が使用。
『闇のイージス』
第3巻「仮面の下（Behind The Mask）I-V」に登場。

### ゲーム
『Cry of Fear』
入手したときから3点バーストで使用できる。
『バイオハザードシリーズ』
『バイオハザード2』
レオン・S・ケネディとハンクの初期装備。レオンのみ、途中のカスタム化によりショルダーストックが装着され、3点バーストが可能になる。
『バイオハザード RE:2』
拳銃自体は『2』と同じものであるが、名前はマチルダ。初期装弾数は12発にそれぞれ変更されており、途中で入手できるカスタムパーツとして、『2』と同様の3点バースト射撃を可能とするショルダーストックの他に、反動を軽減させるマズルブレーキ、装弾数を増加させるロングマガジンが追加されている。なお、単発と3点バーストの切り替えは『2』と異なり、着脱式として変化する。
『バイオハザード4』
マチルダの名称で隠し武器として登場。こちらは入手したときからショルダーストックが装備されており、3点バーストが可能になっている。
『バイオハザード RE:4』
オリジナルの『4』と同様で「マチルダ」の名称として登場する。隠し武器ではなく、ストーリーを進める事でスピネル10個と交換できる。カスタムパーツのストックは『4』と異なり、別売りとなっている。
『バイオハザード6』
ウィングシューターの名称で登場。引き続き、レオンが使用しており、アンダーレール部にはレーザーサイトが追加されている他、二挺拳銃でも使用している。
『バイオハザード アンブレラクロニクルズ』
『2』に引き続きハンクが使用。
『バイオハザード ダークサイド・クロニクルズ』
『2』と同じく、レオンが使用。武器の名称はゲーム中ではハンドガンとなっているが、初回特典のダークサイドレポートには『4』での名称、マチルダと書かれている。
『バイオハザード ザ・マーセナリーズ 3D』
『2』と異なり、クレアが使用している。『4』と同様にショルダーストック無しでも3点バースト射撃が可能で、レーザーサイトが装着されている。
　『ドールズフロントライン』

## VP70の遊戯銃
VP70の遊戯銃化は、小林太三の設計によって2度行われている。1度目はMGCより発売された発火式モデルガンで、初期型のVP70がモデル化されている。大きな特徴としては、別売の銃床を装着すれば実銃通りの3点射が可能という点が挙げられる。しかし、作動が不安定だったことから、当初発売予定であった銃床も作動保証のないジャンク品同然の扱いで少数が販売されるに留まった。
2度目は小林自身の立ち上げたメーカータニオ・コバのブローバックガスガンで、VP70Mをモデル化している。このモデルにも銃床が用意されており、こちらは快調な3点射が可能となっていて、モデルガンのリベンジを果たす形となった。
上記以外にも、1980年代初頭にはヨネザワ玩具よりストライカー式の遊戯銃が発売されていた。